# Pilar-estela

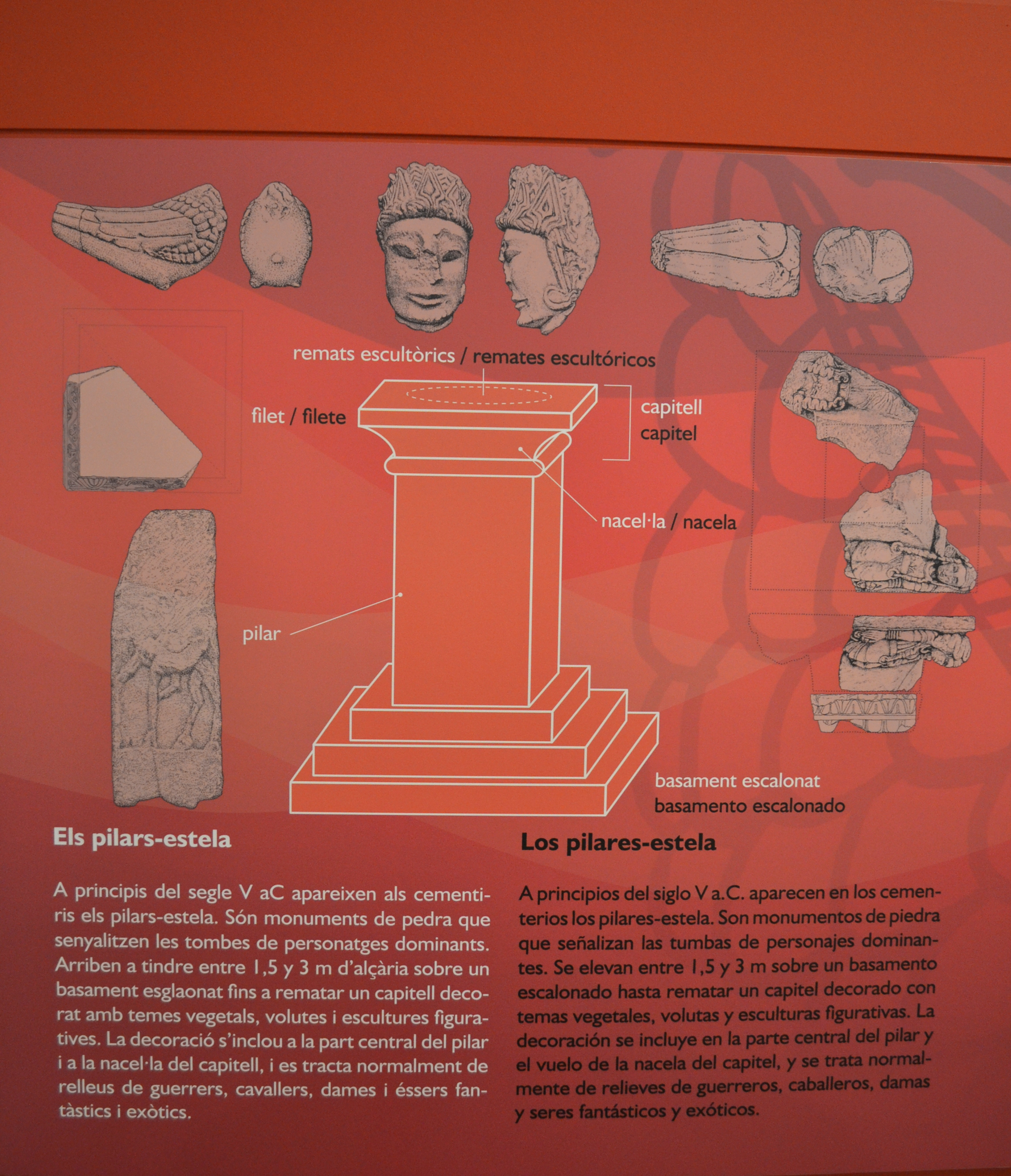
Panel descriptivo sobre los pilares-estela ibéricos. Museo Arqueológico de Mogente.

Un pilar-estela es un monumento funerario propio de la cultura íbera. En ocasiones ha sido clasificado como un único tipo de monumento junto con las estelas, con quien comparten elementos formales, decorativos y funcionalidades.
Según Almagro Gorbea, el pilar-estela es una de las cinco categorías de enterramiento íbero, junto con la sepultura turriforme, los diferentes tipos de túmulo de piedras y las tumbas de cámara.